# Joppa fuscipennis
Joppa fuscipennis là một loài tò vò trong họ Ichneumonidae.